# Marcela Bovio
Marcela Alejandra Bovio García (ur. 17 października 1979 w Monterrey, Nuevo León) – meksykańska wokalistka i skrzypaczka. Była jedną z założycielek zespołu Elfonía. W odpowiedzi na casting, gdzie poszukiwano mało znanych lecz utalentowanych artystów, nawiązała współpracę z Arjenem Lucassenem. Pierwszym owocem współpracy był udział Marceli w projekcie Ayreon w którym na płycie The Human Equation zaśpiewała partię żony.
Marcela zaśpiewała również w drugim wydaniu pierwszego albumu Ayreon The Final Experiment.  Później została główną wokalistką w nowym projekcie Arjena Stream of Passion, gdzie również grała na skrzypcach. Marcela nadal należy do tego zespołu, pomimo odejścia Arjena, który był założycielem i pomysłodawcą Stream of Passion.